# Mohamed Lazhari
Mohamed Lazhari, później Mohamed Yamani (arab. ‏‏محمد لزهاري‎; ur. 28 kwietnia 1938 w Algierze) – algierski gimnastyk i działacz sportowy, dwukrotny olimpijczyk i pierwszy reprezentant swojego kraju na igrzyskach olimpijskich.

## Życiorys
Pochodził z wielodzietnej rodziny (jeden z 12 dzieci). Był mistrzem Francji. Dwukrotnie brał udział w igrzyskach olimpijskich (IO 1960, IO 1964). Podczas igrzysk w Rzymie reprezentował jeszcze barwy francuskie. Najwyższą pozycję zajął w wieloboju drużynowym (13. miejsce na 20 zespołów), natomiast indywidualnie osiągnął najlepszy wynik w ćwiczeniach na drążku (28. pozycja wśród 130 zawodników). Wielobój indywidualny ukończył na 68. lokacie. Na igrzyskach w Tokio reprezentował niepodległą już Algierię – był jedynym sportowcem z tego kraju, który wziął udział w igrzyskach w Japonii. Najwyżej uplasował się w ćwiczeniach na kółkach (60. lokata pośród 128 gimnastyków). Wielobój indywidualny ukończył na 91. miejscu.
Uczestniczył w igrzyskach śródziemnomorskich. Po zakończeniu kariery był trenerem. Pracował w ministerstwie młodzieży i sportu Algierii. Był członkiem komitetu wykonawczego Międzynarodowej Federacji Gimnastycznej, a przez cztery kadencje przewodniczył Afrykańskiemu Związkowi Gimnastycznemu. W 2018 roku kierował Algierskim Muzeum Olimpijskim. Za swoje osiągnięcia został w tym samym roku odznaczony przez ambasadora Japonii w Algierii Orderem Wschodzącego Słońca V klasy.